# France au Concours Eurovision de la chanson 1957
La France a participé au deuxième Concours Eurovision de la chanson diffusé le 3 mars 1957 à Francfort-sur-le-Main, en Allemagne Fédérale.   La chanson La Belle Amour chantée par Paule Desjardins a été choisie pour représenter la France.

## Processus de sélection
Au cours de chaque émission diffusées entre le 21 décembre 1956 et le 28 février 1957, 5 à 6 chansons étaient interprétées par différents artistes.   Les jurys régionaux étaient composés de 11 membres réunis dans 7 villes différentes puis dans 6 villes.  Chaque membre du jury attribuait un vote à la chanson qui lui semblait la meilleure.  Parmi les candidats, figuraient notamment Francis Linel, Marcel Amont, Mathé Altéry, Danièle Dupré, Félix Marten, René Louis Lafforgue.   La présentation de ces différentes émissions fut assurée par Robert Beauvais.

## À l'Eurovision

### Points attribués à la France
| 6 points    | 4 points     | 2 points                            | 1 point    |
| ----------- | ------------ | ----------------------------------- | ---------- |
| - Allemagne | - Luxembourg | - Danemark - Royaume-Uni - Belgique | - Pays-Bas |

### Points attribués par la France
| 6 points | Allemagne |
| 4 points | Pays-Bas  |